# Berkheya rosulata
Berkheya rosulata là một loài thực vật có hoa trong họ Cúc. Loài này được Roessler mô tả khoa học đầu tiên năm 1950.